# Antestor
Antestor est un groupe norvégien de unblack metal, originaire de Jessheim. Formé en 1989, il est l'un des premiers groupes de unblack metal. Désireux de démarrer un mouvement de metal extrême chrétien, Antestor est le seul groupe de metal chrétien à avoir signé avec Cacophonous Records, label travaillant de préférence avec des groupes ayant des accointances publiques avec le côté sataniste du black metal tels Dimmu Borgir, Sigh et Gehenna. Le seul album d'Antestor produit par Cacophonous Records, The Return of the Black Death, a largement démontré l'influence du mouvement unblack metal en écoulant 10 000 copies.
Tard dans les années 1990, ils nomment leur propre style « sorrow metal », sorrow signifie « chagrin » en anglais, plutôt que black metal en raison des affiliations publiques entre le black metal norvégien et le satanisme. HM Magazine déclare qu'en analysant les éléments progressifs de leur premier album Martyrium, Antestor peut être qualifié d'en avance sur leur temps dans la scène metal extrême norvégienne.
Le groupe a souvent changé de formation au cours des années. Les membres actuels sont le guitariste fondateur Lars Stokstad (Vemod), le chanteur Ronny Hansen (Vrede), le bassiste Erik Normann Aanonsen, le guitariste Thor Georg Buer, le guitariste Robert Bordevik, le batteur Jo Henning Børven et le claviériste Nickolas Main Henriksen. Le premier chanteur Kjetil Molnes (Martyr) et le batteur Svein Sander (Armoth) ont quitté le groupe autour de 2000 et les membres d'un groupe de unblack metal norvégien affilié à Antestor, Vaakevandring, ont repris leurs places. Le réputé batteur de metal extrême Norvégien Jan Axel « Hellhammer » Blomberg a réalisé des pistes de batterie pour l'album The Forsaken d'Antestor en 2005 ainsi que pour leur EP Det Tapte Liv.

## Historique

### Période Crush Evil (1989–1991)

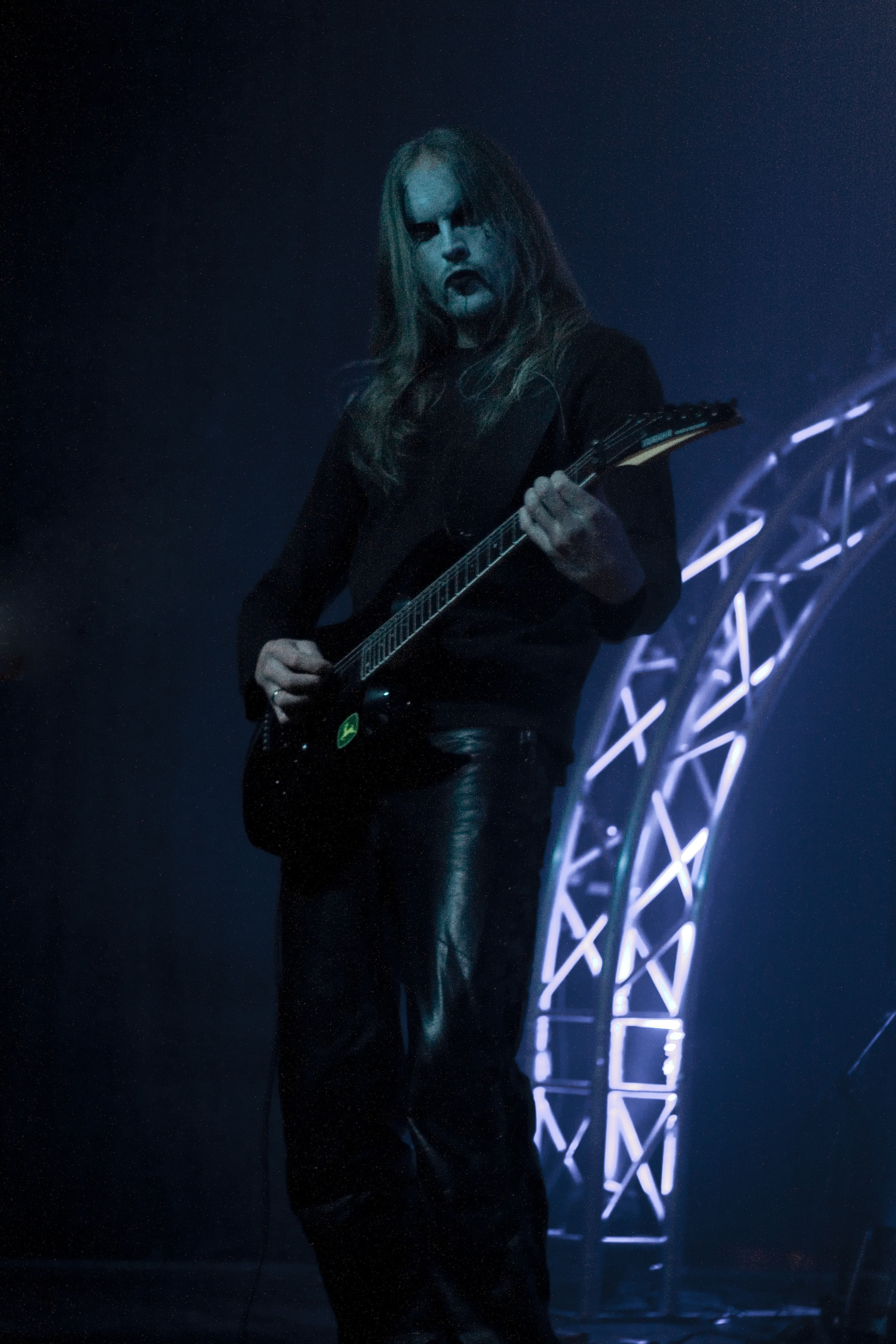
Lars Stokstad le guitariste et fondateur d'Antestor au Elements of Rock de 2011.

En 1989, le groupe se forme sous le nom de Crush Evil à Jessheim en Norvège. Les membres fondateurs sont Lars Stokstad, Kjetil Molnes, Øyvind Hope et Erling Jørgensen. Paul W. les rejoint plus tard en tant que batteur. Au début, leur style musical se situait entre death metal, doom metal et thrash metal. En 1991, ils enregistrent leur première démo, The Defeat of Satan, qui comporte trois morceaux et une outro. Crush Evil est un groupe chrétien et ils le montrent d'ailleurs par le nom de leur formation qui signifie « écraser le Mal » en anglais. Pour cela, tout au long de leur carrière, ils recevront des menaces de mort émanant de black metalleux extrémistes. L'existence du groupe crée un débat dans le milieu du metal. Par exemple, Bård Faust du groupe Emperor abordé le sujet en discutant avec Euronymous, membre fondateur du groupe de black metal Mayhem, dans son magazine Orcustus à propos de la scène norvégienne :

« Bård Faust : Tu trouves pas que c'est affreusement mauvais que ce soit allé suffisamment loin pour qu'on ait des chrétiens (Crush Evil) qui fassent du black metal ? Un conseil sur comment on devrait les tuer ?

Euronymous : C'est déjà assez grave d'avoir des groupes sociaux, mais un groupe chrétien c'est trop. Mais t'inquiète pas, on a des plans. Ils ne continueront pas longtemps »

— Discussion entre Bård Faust et Euronymous.
Malgré tout ça, Crush Evil persévère et les membres n'ont jamais été forcés à se séparer. De plus, Jan Axel « Hellhammer » Blomberg, batteur de Mayhem, a collaboré avec le groupe (après qu'ils eurent changé de nom en 1991) avec des sessions de batterie pour leurs deux derniers enregistrements.

### Débuts d'Antestor (1991–1997)
En 1991, le groupe change le nom Crush Evil pour Antestor, qui signifie « appel à témoins » ou « témoignage » en latin. En 1993, Vegard Undal intègre le groupe en tant que bassiste, et Svein Sander devient leur batteur. Despair est leur première démo auto-produite sous leur nouveau nom. La démo commence par une intro instrumentale et se termine par une reprise d'un vieux cantique norvégien intitulé « Jesus, Jesus, Ver Du Hjå Meg » (« Jésus, Jésus, sois avec moi »). Strawberry Records presse 600 copies de l'enregistrement.
En 1994, Antestor enregistre son premier album, intitulé Martyrium, considéré comme le premier album de unblack metal, avec celui de Horde. Le label Arctic Serenades est supposé le produire, mais pour des raisons inconnues les responsables annulent et le groupe doit se mettre en quête d'un autre label. Dans une interview, le batteur Armoth déclare : « ...nous étions en contact avec un label nommé Morphine Records. Nous étions près de signer pour l'album Martyrium. Nous n'avons jamais signé de contrat, mais ce mec, Burrito, a fait plusieurs cassettes de promotion et les a toutes vendues illégalement, parce qu'il n'a jamais eu de contrat. » Cependant, les cassettes circulent et sont copiées plusieurs fois. Ainsi, le public d'Antestor s'élargit. Martyrium est le dernier album qui marque leur direction death/doom,.
Le 3 juin 1994, Antestor fait une apparition dans une émission de télévision locale appelée BootlegTV sur laquelle les jeunes artistes peuvent expérimenter et pratiquer l'enregistrement et la production vidéo. Habituellement, des groupes originaires d'Oslo jouent dans cette émission qui était diffusée sur la chaîne de télévision TVNorge. Durant l'émission, le groupe interprète cinq morceaux parus dans Maryrium. Le 6 juin 1995, Antestor est représenté dans le journal hebdomadaire norvégien Morgenbladet dans un article traitant du phénomène du black metal chrétien, soulignant la parodie du black metal sataniste véhiculée par le groupe australien de unblack Horde et son album Hellig Usvart. Dans l'article, le chanteur Kjetil Molnes expose la position du groupe par rapport à l'éternelle question : « Est-ce que des Chrétiens peuvent faire du black metal ? » en répondant « Nous nous identifions au black metal en tant que style de musique et non en tant qu'idéologie ou croyance. »

### Cacophonous Records (1997–2000)
En 1997, Antestor enregistre un CD promotionnel intitulé Kongsblod qui attire l'intérêt du label anglais Cacophonous Records. Ce label est l'un des plus grands à avoir travaillé dans le black metal et a aidé des groupes tels que Cradle of Filth et Dimmu Borgir à démarrer leur carrière. Ils signent un accord d'enregistrement pour deux albums avec Antestor. En 1998, Cacophonous reproduit Kongsblod sous un nom différent : The Return of the Black Death et change la pochette originale, une peinture norvégienne célèbre, pour un design de Joe Petagno, un créateur américain connu pour ses graphismes de heavy metal. Joe Petagno a notamment travaillé pour Motörhead dont il a créé le célèbre Snaggletooth.
Cacophonous Records étant un label séculier, le fait qu'ils enregistrent du matériel pour un groupe véhiculant des messages chrétiens génère un certain intérêt sur la scène metal. Dans une entrevue avec le webzine Art for the Ears publiée le 12 décembre 1998, Armoth explique : « Nous avons envoyé le CD et une courte biographie. Ils voulaient seulement nous faire signer pour la musique, et c'est exactement ce que nous voulions. » Deux ans plus tard, dans une entrevue avec le webzine finlandais « The Christian Underground », le journaliste demande au groupe quelles sont ses impressions par rapport à la collaboration avec Cacophonous Records. Un membre du groupe répond : « Très mauvaises. Je ne peux pas dire qu'ils aient fait quoi que ce soit excepté produire l'album. Pas d'argent, pas de bonus, rien. » En ce qui a trait à l'image du groupe, Antestor mentionne qu'« ils ont juste dit que ce n'était pas recommandable pour nous de clamer partout que nous sommes un groupe chrétien, et ils ont censuré les mots « Seigneur » et « Jésus » de nos textes. Nous avons nous-même retiré certaines parties des textes, parce que nous ne voulions pas provoquer inutilement. » The Return of the Black Death est malgré tout très bien reçu que ce soit dans des milieux chrétiens ou des critiques et chez les fans de black metal non-chrétiens. Musicalement, cet album dénote un habile mélange entre le black et le doom metal. Il intègre également le côté hypnotique et les atmosphères froides de la musique folk norvégienne. À l'inverse de leurs précédentes déclarations, les membres du groupe se disent incertains quant à la possibilité pour les chrétiens de faire du black metal, le mouvement étant toujours plus fortement associé au satanisme. Le batteur Svein Sander déclare dans une interview avec « Art for the Ears » : « Nous n'appelons pas notre musique black metal... Nous l'appelons atmospheric sorrow metal. Parce que c'est plus neutre. Alors les gens ne diront plus, « Oh, vous faites du black metal, vous êtes des satanistes ! » Il y a vraiment un son de chagrin, un son triste dans notre musique. Et c'est un peu froid, hivernal, « nordique », en un sens. »

### Endtime Productions (2000–2010)

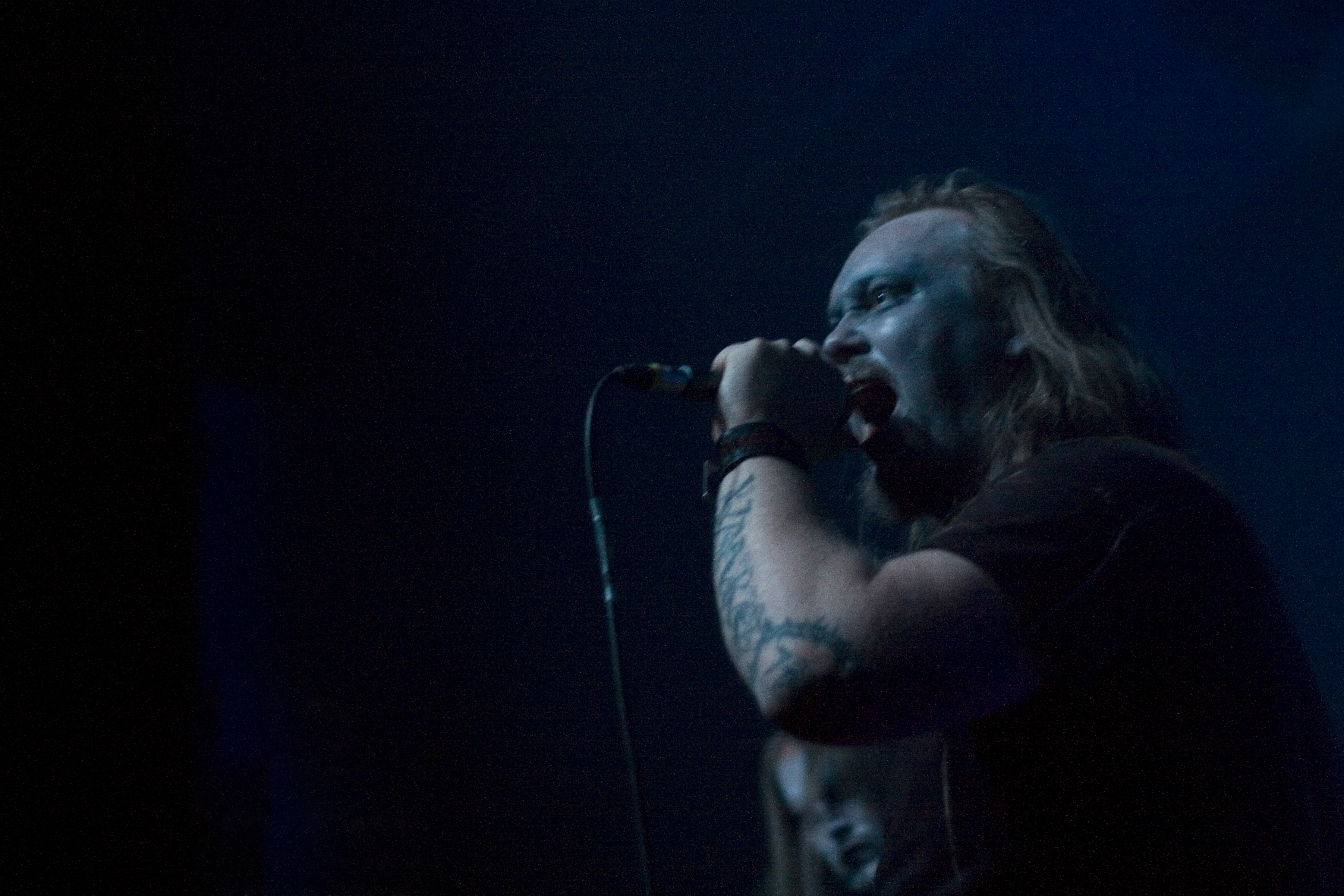
Ronny Hansen chanteur d'Antestor.

En 2000, Antestor signe avec Endtime Productions, un label metal qui a aussi aidé à faire démarrer la carrière du groupe norvégien Extol. En même temps, le chanteur Kjetil Molnes (Martyr) quitte le groupe. Heureusement, à la suite de la séparation d'un autre groupe de metal chrétien norvégien, Vaakevandring, plusieurs de ses anciens membres sont disponibles et rejoignent Antestor. Ronny Hansen, adoptant le nouveau surnom Vrede, devient le chanteur du groupe, et Morten Sigmund Mageroy, connu dans Antestor sous le nom de Sygmoon, leur claviériste. Ann-Mari Edvardsen, ancienne membre du groupe de doom metal The Third and the Mortal, rejoint également le groupe en tant que chanteuse.

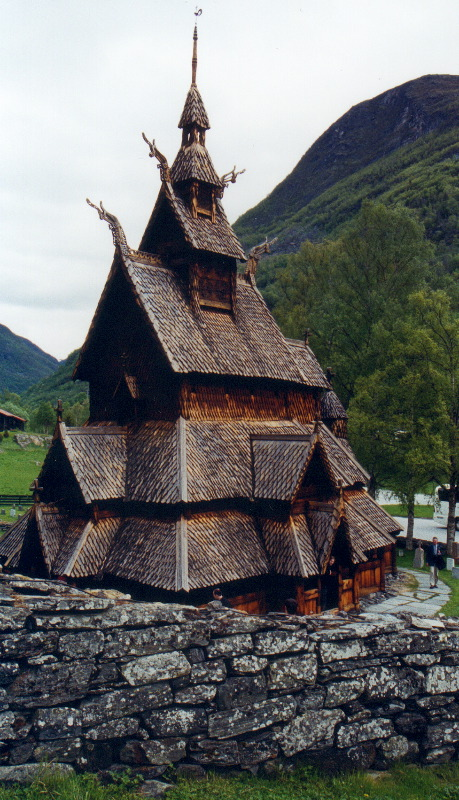
Photo de la Stavkirke de Borgund, image utilisée pour la pochette de l'EP Det Tapte Liv, réalisée par Kristian Wåhlin.

En 2000, Entime Productions produit Martyrium avec une pochette réalisée par l'artiste suédois réputé pour ses peintures de couvertures d'albums metal Kristian Wåhlin qui a également travaillé pour des groupes tels que Becoming the Archetype, Extol et Dark Tranquility ainsi que pour l'artwork du festival Blast Of Eternity 2011. Cette année-là, Antestor fait une tournée aux États-Unis avec Extol, se produisant dans de petites salles, pour finalement jouer au Cornerstone Festival. Les années suivantes, le groupe reste quelque peu dans l'ombre. Ils n'enregistrent rien jusqu'en 2003, période à laquelle ils enregistrent leurs deux premières démos en un seul album qu'ils baptisent The Defeat of Satan. Le batteur, Svein Sander (Armoth), quitte le groupe lors de cette période et Antestor ne cherche pas d'autre batteur à plein temps pendant plusieurs années.
En 2004, Antestor modifie son style pour une forme plus moderne de black metal et enregistre son premier set de morceaux depuis The Return of the Black Death dans un EP intitulé Det Tapte Liv (« La Vie perdue » en norvégien). Cet EP comprend moins d'aspects black metal et se concentre davantage sur les parties instrumentales. Det Tapte Liv n'est qu'une prémisse à ce qu'Antestor prépare pour l'album The Forsaken en 2005. Les pochettes de ces deux enregistrements sont à nouveau réalisées par Kristian Wåhlin ; celle de l'EP dépeint la Stavkirke de Borgund. Jan Axel Blomberg assure la batterie pour les deux enregistrements. Dans une interview avec le site russe « Metal Library » le 7 janvier 2007, Blomberg est interrogé sur ce qu'ont pensé ses collègues de Mayhem et de son label de sa collaboration avec Antestor, et il répond : « Pour être honnête, c'était un grand doigt d'honneur à eux tous ! Et je répéterai encore que je décide de ce que je fais, et que je ne joue pas uniquement avec des groupes de black metal. » Antestor demande à Hellhammer de jouer en concert avec eux, mais il refuse. Il déclare cependant : « Dans mon optique, le black metal est actuellement juste un style de musique. Je vous dirais que ni moi ni aucun autre membre de Mayhem n'a jamais été réellement contre la religion ou autre chose. Nous sommes tout d'abord inréressés pas la musique. » Ronny Hansen commente sa collaboration avec Blomberg en disant : Tout d'abord, Jan Axel « Hellhammer » est un vrai professionnel. Il a commencé dans le metal séculier et pire, mais il se moque de savoir si c'est chrétien ou non. Il connaissait la position d'Antestor depuis le début. Et peut-être si on en a de nouveau la chance, on est plus que volontaires pour travailler avec lui. Parce qu'il a un niveau remarquable. Je pense qu'il est le meilleur batteur en activité, et qu'on est tout simplement très chanceux d'avoir pu partager son excellence.
Tony Kirkemo qui a également fait partie du groupe de black metal symphonique Old Man's Child rejoint le groupe en tant que batteur de concert en 2005. Antestor ne se produit que très rarement et seulement dans des festivals explicitement chrétiens. Par exemple, ils sont présents au Bobfest de 2000 à Stockholm, à celui de 2004 à Linköping et au Nordic Fest d'Oslo la même année.
Certains des membres du groupe font toujours partie du groupe Vaakevandring qui participe à un concert partagé avec Antestor au Endtime Festival à Halmstad en 2007. Antestor se produit avec de nombreux musiciens additionnels. Durant ce concert, le groupe annonce que c'est leur dernière apparition. Dans un message sur le forum d'Endtime Productions et sur leur page MySpace, Lars Stokstad explique que les raisons en sont que, durant les deux années écoulées, les seuls membres fixes d'Antestor étaient Ronny Hansen et lui-même, et qu'ils ont constamment des difficultés à trouver des musiciens pour compléter le groupe,.

### Dernières activités (depuis 2010)

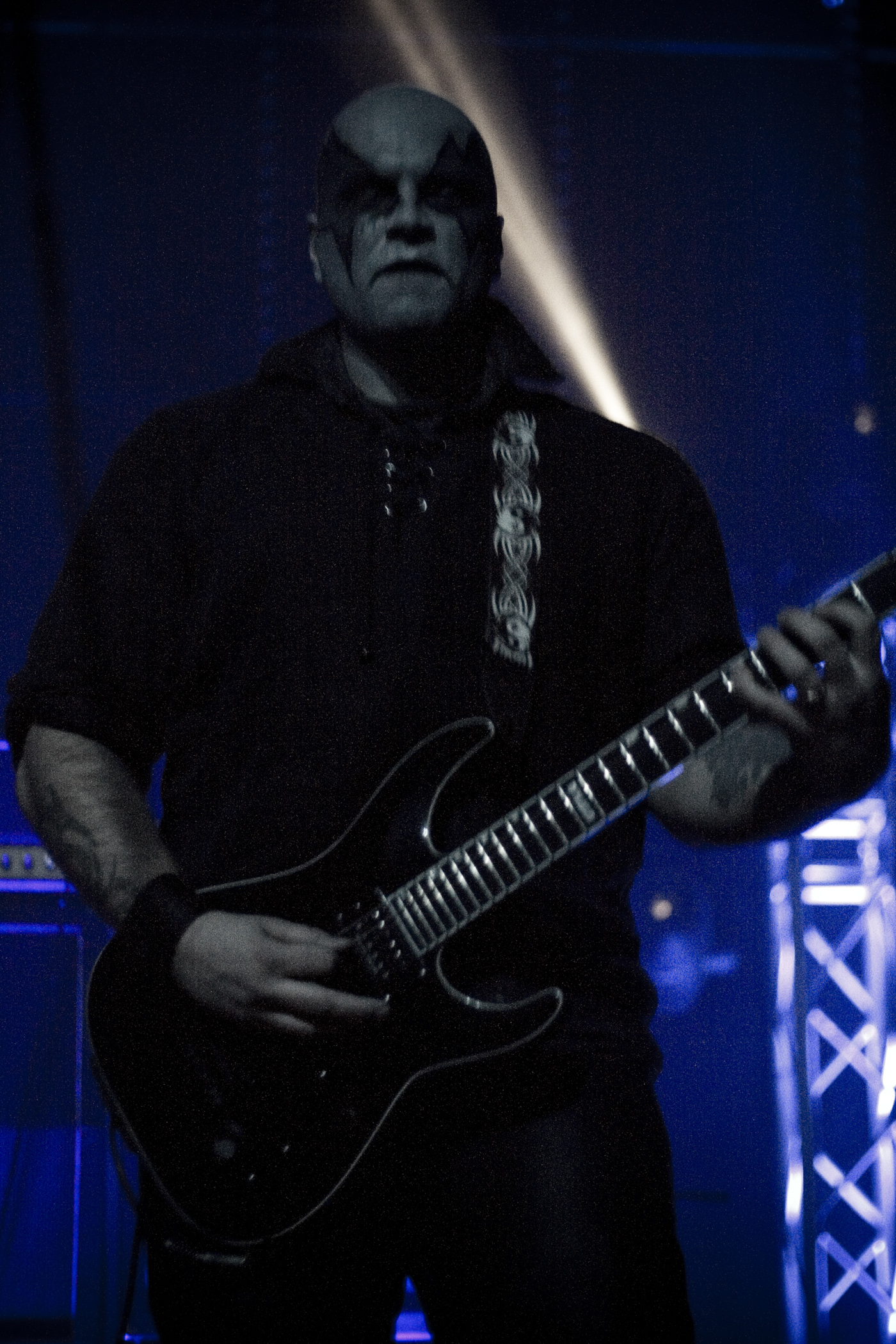
Robert Bordevik intègre le groupe en 2010.

Après trois ans de silence, le groupe se crée une page Facebook et annonce plus tard ses nouveaux membres : le bassiste Thor Georg Buer du groupe Grave Declaration, le guitariste Robert Bordevik des groupes Grievance et Vardøger, le batteur Jo Henning Børven de Morgenroede et le claviériste Nickolas Main Henriksen d'ASPERA et Desdemon. À l'aide de cette nouvelle formation, Antestor reprend et participe au Nordic Fest de 2010 . Le 4 novembre 2010, ils annoncent leur signature avec le label Bombworks Records pour enregistrer un nouvel album et un EP. Après quelques changements, Erik Normann Aanonsen rejoint le groupe à la basse alors que Thor Georg passe à la guitare. C'est avec cette formation qu'ils participent au festival norvégien Seaside Festival.
En mars 2011, ils donnent un concert au festival suisse de métal chrétien Elements of Rock.
En 2013, ils sortent un nouvel album, Omen, ainsi qu'un vidéo clip sur le morceau "Unchained". L'intégralité de l'album a été enregistrée par le groupe, dans un studio construit dans leur local de répétition.

## Styles

### Musique
Alors que le genre musical des premiers enregistrements de Crush Evil, puis d'Antestor, était principalement death/doom metal avec des morceaux lents et une voix death, le groupe commence à faire du black metal avec l'album The Return of the Black Death (1998). Sur cet album, Antestor adopte une voix black, des riffs de guitares trémolo et des blast beats très rapides à la batterie. Le clavier est également mis en avant, avec des interludes épiques et des passages dominants. Par exemple, sur le morceau Sorg, les trois premières minutes sont menées par le clavier uniquement.
Avec le troisième album, The Forsaken, le genre musical prend une direction plus technique. L'album comporte plus de solos, et la qualité de l'enregistrement diffère, pour un son plus propre. Le style black metal en général implique que les enregistrements prennent une note torturée par des mixages chaotiques et des sons crasseux. Avec l'arrivée des deux anciens membres de Vaakevandring, le style devient aussi plus mélodique et atmosphérique.

### Textes
Les thèmes utilisés par Antestor traitent souvent de l'espoir et du désespoir, mais aussi de la foi des membres du groupe. C'est pour cette raison que beaucoup de fans de metal s'opposent au fait qu'Antestor soit classé dans le genre black metal, à cause de leurs textes considérés comme contraires à son idéologie. La plupart du temps, les paroles sont en anglais. Ils utilisent rarement des textes en norvégien, sauf sur l'album The Return of the Black Death, où leur langue natale est dominante. Sur cet album, seule une partie des textes est inscrite dans le livret : les textes faisant clairement référence à Jésus Christ et Dieu sont manquants. Le morceau A Sovereign Fortress traite, par exemple, des remerciements fait à Dieu pour sa protection au long de la vie. Ce fait est représenté dans le refrain de cette façon :
| « You Are My Hope, O Lord, My Trust, O Lord, Since Boyhood From Birth I Have Leaned Upon You My Protector Since I Left My Mother's Womb (Antestor : The Return of the Black Death, titre n°2 : A Sovereign Fortress ; Cacophonous Records, 1998) » | « Tu es mon Espérance, O Seigneur, Ma Confiance, O Seigneur, Depuis mon enfance Depuis ma naissance je suis sous ton regard Mon Protecteur depuis que j'ai quitté le sein de ma mère (traduction libre) » |

Sorg (en norvégien : chagrin, tristesse) traite du chagrin et de la quête de l'espoir. Le morceau est basé sur une imagerie très sombre, et les textes, bien que non explicitement chrétiens, n'aboutissent pas sur au négativisme. Un exemple, en norvégien :
| « Hvordan Skal Jeg Kunne Leve Min Sjel Så Høyt Forhatt Sorg Er Hva Jeg Føler Alt Så Ensomt Og Forlatt (Antestor : The Return of the Black Death, titre n°4 : Sorg ; Cacophonous, 1998) » | « Comment pourrais-je vivre Mon âme tant haïe Je ne ressens que chagrin Tout est si deserté et abandonné (traduction libre) » |

Un autre morceau sombre, mais tiré d'un thème chrétien, le titre Ancient Prophecy. Les paroles content le péché de l'Homme, et qu'aucune âme ne peut échapper au jugement de Dieu. Antestor parle également, dans d'autres morceaux, du suicide, des doutes à propos du salut de l'âme et du désir de la mort, sujets assez rares pour un groupe chrétien. Un exemple peut être tiré de Betrayed, sur l'album The Forsaken :
| « Will Suicide Break The Ring Of Curse Or Is There Just Another Hell Waiting Out There Will Suicide Break The Ring Of Curse Tomorrow I’ll Be Gone, So Don’t Look For Me (Antestor : The Forsaken, titre n°6 : Betrayed ; Endtime Productions, 2005) » | « Le suicide rompra-t-il le cercle de la malédiction Ou un autre enfer attend-il Le suicide rompra-t-il le cercle de la malédiction Demain je ne serai plus, Ne me cherchez pas. (traduction libre) » |

### Apparence
Antestor est l'un des seuls groupes de la scène chrétienne à utiliser le corpse paint dans leurs concerts et en photo. Un exemple est le livret de l'album The Return of the Black Death, qui dépeint les musiciens en tenues viking, visages peints en noir et blanc, au milieu d'une montagne norvégienne enneigée. Parfois le groupe utilise du plasma sanguin, comme le bassiste Ravn Furfjord de Frosthardr, lors de son apparition au concert du Bobfest en 2004. Lors d'une interview, également au Bobfest, les membres du groupe expliquent que leur vision par rapport à cette pratique est qu'ils «se masquent comme au théâtre, pour exprimer certains sentiments dans les combats qu'ils mènent».
Ils abandonnent cette pratique en 2012, l'influence des nouveaux membres ayant fait sa part, en plus du fait que le groupe en lui-même a évolué. Cette décision n'est pourtant pas unanime, Ronny Hansen y restant très attaché.

## Accueil et critique
Le 13 décembre 2007, Vrede déclare lors d'une interview menée par Intense Radio que « selon différentes sources, The Return of the Black Death a déjà vendu plus de 10 000 copies, et continue de vendre. »
Peu de commentaires publiés existent sur les albums d'Antestor, mais ceux qui sont accessibles sont positifs, voire souvent excellents. Michael Bryzak écrit dans les notes de pochette de The Defeat of Satan / Despair que, bien que le premier album ne doive être officiellement sorti qu'en 2000, « Martyrium était déjà considéré comme un classique culte. »
La position du groupe dans la scène norvégienne est controversée depuis le début. Bryzak écrit que « tenant bon dans leur foi à propos de la Vie et de l'Espoir, Antestor reçut de sérieuses menaces de mort à cette période, émanant des groupes majeurs et musiciens clés du milieu. » Interrogés lors d'une interview en 2000 par « Tcu zine » sur la question « avez-vous déjà joué avec d'autres groupes du milieu black metal ? », Antestor répond : « Avec une formation antérieure, nous avons joué une fois avec le groupe Old Man's Child. Ils ont manifestement exprimé leur opinion de nous avec leurs jambes, en sortant de la salle pendant notre set. C'était leur façon de dire 'allez vous faire voir, les chrétiens.' » Dans le feuillet de Martyrium, Antestor inscrit, avec une pointe d'amertume : « À ceux qui nous ont méprisés, qui n'ont pas cru en nous et on déversé leur colère sur nous, que Dieu ait pitié de vos pauvres âmes ! »
À propos des réalisations d'Antestor, Bryzak écrit que « La naissance du metal extrême chrétien Nord Européen peut être attribué à un seul acte : Antestor. » En 2010, « HM Magazine » classe The Return of the Black Death no 40 sur leur Top 100 des albums de metal chrétien de tous les temps, et Beck déclare l'album « terriblement sombre », fixant ainsi la norme des standards du black metal chrétien.
Jamie Lee Rake, de HM Magazine, publie un article en s'interrogeant à propos de la re-presse de Martyrium par Endtime Productions, si les éléments progressifs de l'album n'ont pas fait d'Antestor des précurseurs inaperçus dans le milieu metal extrême Norvégien de l'époque : « Au travers des neuf titres de Martyrium, il y a des notes plus progressives : du piano et autre clavier, des voix féminines proches de l'opéra, etc. Ces touches sont devenues très utilisées par des groupes concurrents d'Antestor, tels qu'Emperor et leurs projets d'appoint. Les membres d'Antestor pourraient-ils être un groupe de croyants (tenez-vous bien) qui innovent actuellement dans leur milieu? (traduction libre) »

## Membres

### Membres actuels
- Ronny « Vrede »Hansen - chant, textes
- Lars « Vemod » Stokstad - guitare et voix claire
- Erik Norman Aanonsen - basse, instruments acoustiques
- Jo Henning Børven - batterie
- Robert Bordevik - guitare, chant
- Thor Georg Buer - guitare (basse 2010-2011)
- Nickolas Main Henriksen - clavier

### Anciens membres
- Kjetil « Martyr » Molnes - chant (1989-1999)
- Øyvind Hope - basse (1989-1991)
- Erling « Pilgrim » Jørgensen - guitare (1989-1993)
- Vegard « Gard » Undal - basse (1989-2002)
- Tom W. Holm Paulsen - batterie
- Svein « Armoth » Sander - batterie (1993-2000)
- Tora - session chant sur Martyrium (1994)
- Ole Børud - guitare (1996)
- Morten Sigmund « Sygmoon » Mageroy - clavier (1999-2007)
- Pål Dæhlen - batterie (2001-2003)
- Tony Kirkemo - batterie (2003-2006)
- Ravn « Jokull » Furfjord (de Frosthardr) - basse live (2003-2006)
- Stig « Erkebisp » Rolfsen - guitare (2004-2006)
- Ann-Mari Edvardsen - session chant sur The Forsaken (2005)
- Jan Axel « Hellhammer » Blomberg - session batterie sur Det Tapte Liv et The Forsaken (2005)